# アルゼンチン反共同盟
アルゼンチン反共同盟（スペイン語: Alianza Anticomunista Argentina ; AAA、通称トリプルA）は、1973年に結成されたアルゼンチンの極右組織であり、死の部隊と呼ばれた民兵組織である。アルゼンチン反共連合、アルゼンチン反共連盟、アルゼンチン反共産主義同盟などとも訳される。
イサベル・ペロン政権で厚生大臣を務めロッジP2の一員だったホセ・ロペス・レガによって設立された。政権にとって目障りな知識人、政治家、ジャーナリストらを次々と暗殺した。
2006年12月、アルゼンチン連邦裁判所は、アルゼンチン反共同盟の行った犯罪行為が人道に対する罪にあたる、との判決を下した。その結果、これら犯罪行為は、時効の影響を受けず裁判の対象とされることになった。